# Trichocoleopsis
Trichocoleopsis là một chi rêu trong họ Lepidolaenaceae.